# Уитмайр, Стив
Стив Уи́тмайр (англ. Steve Whitmire; род. 24 сентября 1959, Атланта) — американский кукловод и актёр озвучивания. Наиболее известен работами в теле-проектах «Маппет-шоу», «Улица Сезам» и «Скала Фрэгглов». «Рука и голос» маппетов Лягушонок Кермит (с 1990 по 2016 год), Мензурка (с 1992 по 2016 год), Эрни (с 1993 по 2014 год), Стэтлер (с 2002 по 2016 год) и других.

## Биография
Стивен Лоренс Уитмайр родился 24 сентября 1959 года в пригороде Атланты (штат Джорджия, США). С 10 лет начал проявлять интерес к кукловодству; ещё подростком выступал со своей куклой Отисом в парке развлечений «Шесть флагов над Джорджией» и по местному телеканалу WATL. Здесь его шоу выдержало 36 выпусков, в том числе Отис брал интервью у известной австралийской певицы Оливии Ньютон-Джон, когда она прилетала в США, рекламируя свой новый альбом.
24 марта 1978 года 18-летний юноша вступил в команду «Маппет-шоу», где на протяжении трёх лет (65 выпусков) играл разных персонажей. В дальнейшем карьера Уитмайра, как кукловода, успешно продолжилась в разных телепроектах. В октябре 2016 года Стив Уитмайр был уволен The Walt Disney Company (владелец «Маппет-шоу» с 2004 года) без объяснения причин, причём известно об этом стало лишь в июле 2017 года. Сам актёр считает, что его уволили за то, что он был «откровенным» и «предлагал замечания» в сценарий роли Лягушонка Кермита.
В июне 1978 года Уитмайр женился на девушке по имени Мелисса, по состоянию на 2017 год их брак продолжается.

## Награды и номинации
С полным списком кинематографических наград и номинаций Стива Уитмайра можно ознакомиться на сайте IMDb.
- 1980[англ.] — Прайм-таймовая премия «Эмми» в категории «Лучшая варьете- или музыкальная программа» за роль в телепередаче «Маппет-шоу» — номинация.
- 1981[англ.] — Прайм-таймовая премия «Эмми» в категории «Лучшая варьете-, музыкальная или комедийная программа» за роль в телепередаче «Маппет-шоу» — номинация.

## Избранная фильмография

### «Маппет-шоу»
- 1978—1981 — Маппет-шоу / The Muppet Show — Крыса Риццо / Липс / второстепенные маппеты (в 65 выпусках). А также спецвыпуски и спецпроекты:
  - 1979 — Маппеты / The Muppet Movie — Птица Флетчер / Скутер (ассистент)
  - 1979 — Джон Денвер и Маппеты: Рождество вместе[англ.] / John Denver and the Muppets: A Christmas Together — разные маппеты
  - 1981 — Большое кукольное путешествие / The Great Muppet Caper — Крыса Риццо / Липс
  - 1982 — Фантастическое шоу Мисс Пигги[англ.] / The Fantastic Miss Piggy Show — Крыса Риццо
  - 1983—1987 — Скала Фрэгглов / Fraggle Rock — Пёс Спрокет / Уэмбли Фрэггл / Марлон Фрэггл / второстепенные маппеты (в 96 выпусках)
  - 1984 — Маппеты на Манхэттене[англ.] / The Muppets Take Manhattan — Крыса Риццо / Лягушка Гилл / Малыш Кермит / второстепенные маппеты
  - 1986 — Маппеты: 30-я годовщина[англ.] / The Muppets: A Celebration of 30 Years — Липс / Крыса Риццо / Пёс Спрокет / второстепенные маппеты
  - 1986 — История пикника Кролика[англ.] / The Tale of the Bunny Picnic — Кролик Боб
  - 1986 — Рождественская игрушка[англ.] / The Christmas Toy — Мяука
  - 1987 — Семейное Рождество маппетов[англ.] / A Muppet Family Christmas — Индюк / Крыса Риццо / Уэмбли Фрэггл / второстепенные маппеты
  - 1990—1993, 1996—1998, 2000—2005, 2007—2009, 2012—2013 — Улица Сезам / Sesame Street — Лягушонок Кермит / Эрни[англ.] / второстепенные маппеты[англ.] (в 62 выпусках)
  - 1991, 16 мая — н. в. — Muppet*Vision 3D[англ.] — Уолдо К. График / Кролик Боб / Крыса Риццо (короткометражный 3D-фильм в парке развлечений Disney's Hollywood Studios[англ.])
  - 1992 — Рождественская сказка маппетов[англ.] / The Muppet Christmas Carol — Лягушонок Кермит (Боб Крэтчит[англ.]) / Крыса Риццо / Мензурка[англ.]
  - 1994 — Классический театр маппетов[англ.] / Muppet Classic Theater — Лягушонок Кермит / Крыса Риццо
  - 1996 — Остров сокровищ маппетов / Muppet Treasure Island — Лягушонок Кермит / Крыса Риццо / Мензурка
  - 1996 — Элмо спасает Рождество[англ.] / Elmo Saves Christmas — Лягушонок Кермит
  - 1996—1998 — Маппеты сегодня вечером[англ.] / Muppets Tonight — Лягушонок Кермит / Крыса Риццо / Поросёнок Энди / прочие персонажи (в 22 выпусках)
  - 1999 — Маппет-шоу из космоса / Muppets from Space — Лягушонок Кермит / Крыса Риццо / Мензурка
  - 1999 — Приключения Элмо[англ.] / The Adventures of Elmo in Grouchland — Эрни / Стакуид / второстепенные маппеты
  - 1999 — Улица Сезам: Золушка Элмо[англ.] / CinderElmo — Эрни / Лягушонок Кермит / Пёс-Принц
  - 2002 — Лягушонок Кермит: Годы в болоте[англ.] / Kermit's Swamp Years — Лягушонок Кермит / Кролик Джек / Чико
  - 2002 — Очень маппетовское рождественское кино[англ.] / It's a Very Merry Muppet Christmas Movie — Лягушонок Кермит / Крыса Риццо / Мензурка
  - 2005 — Стэтлер и Уолдорф: С балкона[англ.] / Statler and Waldorf: From the Balcony — Стэтлер (веб-сериал; в 8 эпизодах)
  - 2005 — Шоу маппетов: Волшебник из страны Оз[англ.] / The Muppets' Wizard of Oz — Лягушонок Кермит (Страшила) / Мензурка / второстепенные маппеты
  - 2007 — Рождество Элмо: Обратный отсчёт[англ.] / Elmo's Christmas Countdown — Эрни
  - 2008 — Эбби в Стране чудес[англ.] / Abby in Wonderland — Эрни (Траляля)
  - 2008 — Студия DC: Почти прямой эфир[англ.] / Studio DC: Almost Live — Лягушонок Кермит / Крыса Риццо / Стэтлер / второстепенные маппеты (в 2 эпизодах)
  - 2008 — Рождество маппетов: Письма Санте[англ.] / A Muppets Christmas: Letters to Santa — Лягушонок Кермит / Крыса Риццо / Стэтлер / второстепенные маппеты
  - 2011 — Маппеты / The Muppets — Кермит / Мензурка / Стэтлер / второстепенные маппеты
  - 2014 — Маппеты 2 / Muppets Most Wanted — Кермит / Фу-Фу / Стэтлер / второстепенные маппеты
  - 2015—2016 — Маппеты / The Muppets — Лягушонок Кермит / Крыса Риццо / Мензурка / второстепенные маппеты (в 17 эпизодах)
  - 2016 — н. в. — Маппеты представляют… Великие моменты в американской истории[англ.] / The Muppets Present...Great Moments in American History — Лягушонок Кермит (живое шоу на Площади Свободы[англ.] в Волшебном королевстве[англ.] «Мира Диснея» — только голос)

### Прочие работы
- 1982 — Тёмный кристалл / The Dark Crystal — учёный
- 1985 — Сказочный ребёнок[англ.] / Dreamchild — Черепаха Квази / Гусеница
- 1986 — Лабиринт / Labyrinth — Четыре Стражника / Firey 4 / Амброзий
- 1990 — Диснейленд[англ.] / Disneyland — Кролик Боб / Крыса Риццо / Липс / второстепенные маппеты (в эпизоде The Muppets at Walt Disney World)
- 1991—1994 — Динозавры / Dinosaurs — Робби Синклер / Б. П. Ричфилд / Блэрни / прочие персонажи (в 58 эпизодах)
- 2000 — Muppet RaceMania[англ.] — Кермит / Риццо / Мензурка / второстепенные персонажи (комп. игра)[10]
- 2000 — Muppet Monster Adventure[англ.] — Лягушонок Кермит / Крыса Риццо / Мензурка (комп. игра)
- 2001 — Между львами[англ.] / Between the Lions — Эрни (в эпизоде Tweet! Tweet!)
- 2007 — Роув в прямом эфире[англ.] / Rove Live — Эрни (в выпуске Rove: New York)
- 2007 — Лавка чудес / Mr. Magorium's Wonder Emporium — Лягушонок Кермит
- 2011 — LittleBigPlanet 2 — Лягушонок Кермит / Стэтлер / Мензурка (комп. игра)
- 2011[англ.] — Дети в нужде[англ.] / Children in Need — Лягушонок Кермит (в выпуске #1.32)
- 2012 — Отчёт Кольбера / The Colbert Report — Лягушонок Кермит (в выпуске Mark McKinnon)
- 2013 — Держись, Чарли! / Good Luck Charlie — Лягушонок Кермит (в эпизоде Duncan Dream House)